# Friedrich Rehberg

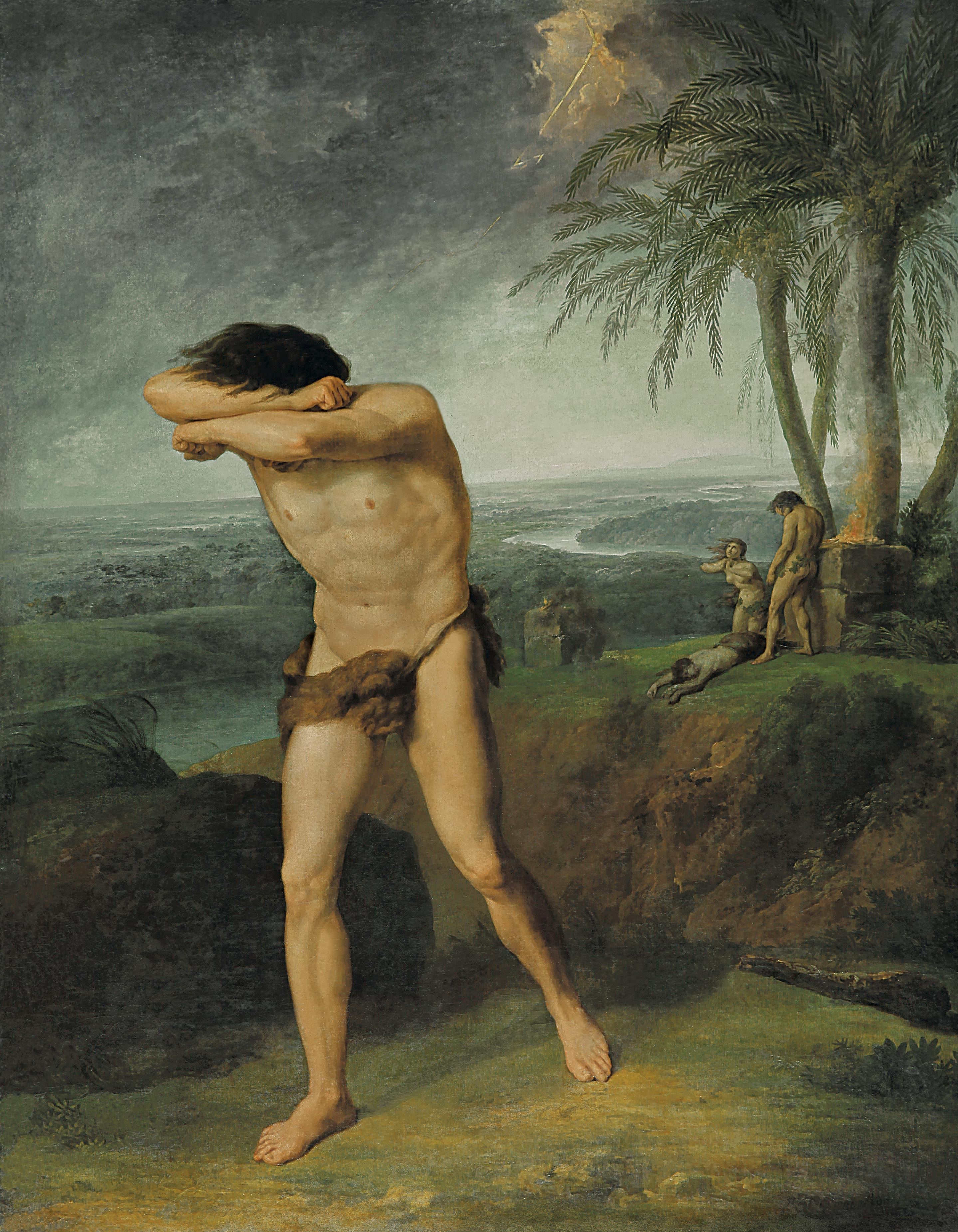
Kain

Christian Friedrich Rehberg (* 22. Oktober 1758 in Hannover; † 20. August 1835 in München) war ein deutscher Porträt- und Historienmaler sowie Lithograf.

## Leben

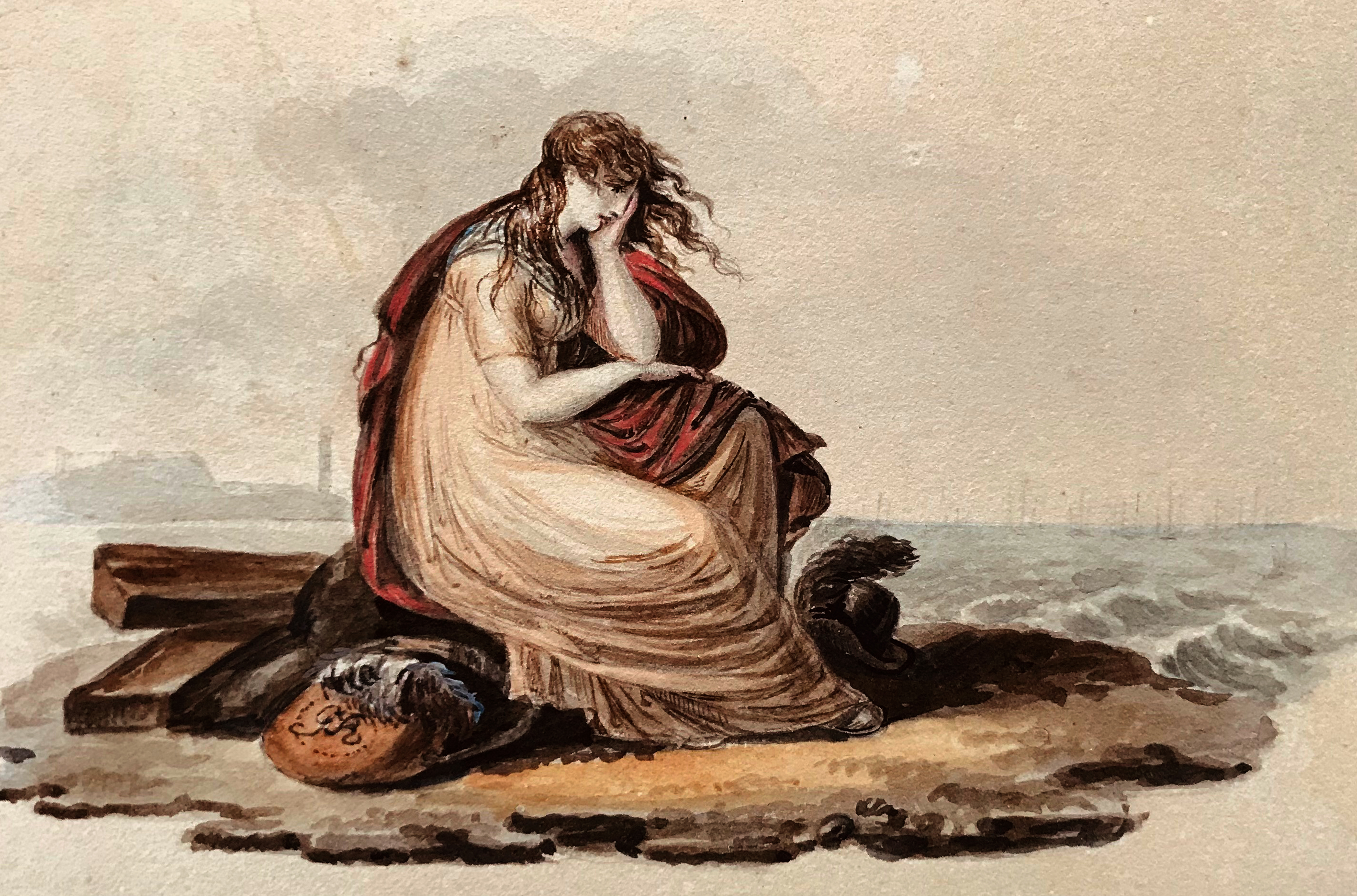
Friedrich Rehberg, Zu spät, um es zu sehen, Aquarell, signiert mit dem Monogramm, um 1805, Privatsammlung.

Rehberg wurde als Sohn des Verwalters der Güter Calenberg geboren. Sein älterer Bruder August Wilhelm Rehberg (1757–1836) wurde ein Politiker, Philosoph und Schriftsteller. Seine Schwester Caroline war als Zeichnerin tätig.
Friedrich Rehberg wuchs in Hannover auf. Er studierte 1775 bis 1777 bei Adam Friedrich Oeser in Leipzig und dann bei Giovanni Battista Casanova und Johann Eleazar Zeissig in Dresden. Im Jahre 1777 ging er auf Empfehlung Casanovas nach Rom, wo er die Werke der Altmeister wie Annibale Carracci, Domenichino und Michelangelo unter der Aufsicht von Anton Raphael Mengs studierte. Hier lernte er Jacques-Louis David kennen.
1783 kehrte er nach Hannover zurück, wo er zahlreiche Aufträge für Porträts erhielt. Im folgenden Jahr wurde er Zeichenlehrer am Philanthropinum in Dessau. Zu seinen Schülern zählte der Erbprinz Friedrich von Anhalt-Dessau. 1786 wurde Friedrich Rehberg Mitglied der Preußischen Akademie der Künste in Berlin und 1787 zum Aufseher über die preußischen Stipendiaten in Rom ernannt. In Rom trat er in Kontakt zu dem Kreis um Karl Philipp Moritz und Johann Wolfgang von Goethe. Rehberg schuf in Rom eine Reihe von Bildern nach mythologischen Themen, die er an den Berliner Hof und an Rom-Touristen verkaufen konnte. 1794 reiste er nach Neapel, wo er eine Reihe von Zeichnungen von Lady Hamilton, der Ehefrau des britischen Botschafters in Neapel, schuf. Die Zeichnungen wurden von Tommaso Piroli (1750 oder 1752–1824) gestochen und unter dem Titel Attitüden der Lady Hamilton publiziert.
1812 verließ er Rom und reiste über Deutschland nach London, wo er sich 1813 bis 1815 aufhielt. Dort schuf er 1814 eine Allegorie auf Napoleons Abdankung. 1816 kehrte er für einige Zeit nach Rom zurück, ließ sich aber 1821 in München nieder, wo er 1825 Mitglied im Kunstverein wurde und schließlich 1835 verarmt starb.

## Werk
Rehberg gilt als Vertreter eines ins sentimentale gewendeten Klassizismus und steht im Malduktus in der Nachfolge von Angelika Kauffmann. „Einige zeitgenössische Rezensenten üben Kritik an Steifheit in der Darstellung der Figuren und an uninspirierter Behandlung der Themen. Ab 1810 schuf Rehberg vor allem Porträtzeichnungen, die als Vorlagen für Stiche bzw. Lithographien dienten. Diese Porträts, ebenso seine Landschaftszeichnungen weisen ihn als hervorragenden Zeichner aus.“

## Schriften
- Drawings Faithfully Copied from Nature at Naples, BiblioBazaar: 2010 (reprint), ISBN 1170941915.
- Raffael Sanzio von Urbino, 1824.
- Handbuch der Lithografie, 1828, mit dreizehn eigenen Lithografien.